# Pardosa prativaga
Pardosa prativaga este o specie de păianjeni din genul Pardosa, familia Lycosidae. A fost descrisă pentru prima dată de L. Koch, 1870. Conține o singură subspecie: P. p. scoparia.